# Liste der philippinischen Botschafter in Osttimor

Die Philippinen (orange) und Osttimor (grün)

Diese Liste führt die philippinischen Botschafter in Osttimor auf. Die Botschaft befindet sich in der Rua Karketu Mota-ain (ehemals Rua Gov. Serpa Rosa), Aitarak, Dili.

## Hintergrund
Am 8. Mai 2003 wurde Rafael E. Seguis zum ersten philippinischen Botschafter für Osttimor ernannt. Am 4. August 2003 erhielt er seine Akkreditierung von Präsident Xanana Gusmão. Seinen Sitz hatte er noch im indonesischen Jakarta. Am 17. Mai 2004 erhielt Farita Aguilucho-Ong als erste philippinische Botschafterin mit Sitz in Dili ihre Akkreditierung. Ihr folgte als Botschafter am 11. Februar 2008 Leoncio R. Cardenas und von Juli 2009 bis Juli 2015 María Aileen H. Bugarin. Evelyn Austria-Garcia wurde am 5. Mai 2015 zur Botschafterin der Philippinen ernannt und erhielt ihre Akkreditierung am 30. September 2015. Ihre Amtszeit endete 2017.
In Osttimor lebten im Februar 2017 knapp 1400 Philippiner.
| Name                    | Amtszeit              | Anmerkungen                                                                 |
| ----------------------- | --------------------- | --------------------------------------------------------------------------- |
| Rafael E. Seguis        | 2003–2004             | Ernennung am 8. Mai 2003, Akkreditierung am 4. August 2003, Sitz in Jakarta |
| Farita Aguilucho-Ong    | 2004–2008             | Akkreditierung 17. Mai 2004, Sitz in Dili                                   |
| Leoncio R. Cardenas     | 2008–2009             | Ab 11. Februar 2008                                                         |
| María Aileen H. Bugarin | Juli 2009 – Juli 2015 |                                                                             |
| Evelyn Austria-Garcia   | 2015–2017             | Ernennung am 5. Mai 2015, Akkreditierung am 30. September 2015              |
| Abdulmaid Kiram Muin    | seit 2017             | Akkreditierung: 10. Oktober 2017                                            |